# Heterolocha atrivalva
Heterolocha atrivalva là một loài bướm đêm trong họ Geometridae.